# Ezzes
Els ezzes o ezees són els membres d'un sub-grup ètnic igbo que viuen al sud-est de Nigèria. Els ezzes parlen la llengua ezaa. Els ezzes són els descendents d'Ezekuna i la seva dona, Anyigo. Per això, moltes vegades també són anomenats Ezaa Ezekuna. Els ezzes tenen comunitats a les LGAs d'Abakaliki, Ezza, Ohaozara i Ishielu, a l'estat d'Ebonyi i la LGA d'Okpokwu, a l'estat de Benue, a Igboland. El seu codi ètnic a l'ethnologue és NAB59h. El 95% dels ezzes són cristians (el 27% dels quals, són evangèlics). D'aquests, el 75% són catòlics i el 25% són protestants. El 5% dels ezzes restants professen religions tradicionals africanes.